# Benthesicymus hjorti
Benthesicymus hjorti är en kräftdjursart som beskrevs av Sund 1920. Benthesicymus hjorti ingår i släktet Benthesicymus och familjen Benthesicymidae. Inga underarter finns listade i Catalogue of Life.